# بيرسي إرتسيغ
بيرسي إرتسيغ (بالإنجليزية: Percy Erceg)‏ هو لاعب اتحاد الرغبي نيوزيلندي، ولد في 28 نوفمبر 1928، وتوفي في 26 مايو 2019.